# Herbie Goes Bananas
Herbie Goes Bananas (br: A Última Cruzada do Fusca) é uma comédia de ação estadunidense de 1980, dirigida por Vincent McEveety para a Walt Disney Productions. É o quarto filme da série com Herbie, o Fusca de corrida que possui personalidade própria.

## Elenco
- Cloris Leachman .... Tia Louise
- Charles Martin Smith ....D. J.
- Harvey Korman.... Capitão Blythe

## Sinopse
Herbie está de volta em uma nova aventura, dessa vez em um belo país tropical, o México. Depois de vencer a corrida em Monte Carlo (no filme anterior, Herbie Goes to Monte Carlo) Herbie é dado de herança ao piloto de corridas Pete Stancheck que vem pegar o carro na cidade de Puerto Vallarta com seu amigo Davy "D.J." Johns. Os dois querem disputar o Grande Prêmio do Brasil. Mas a retirada é atrapalhada quando Paco, um menino que se diz guia turístico mas é batedor de carteiras, rouba o dinheiro da dupla. O menino também pega as carteiras de uma quadrilha de vilões e passa a ser perseguido por eles quando fica com um negativo de filme com a localização de uma antiga e rica ruína Inca. Durante a perseguição, o garoto acaba se tornando amigo de Herbie, que ajudou a escondê-lo dentro do navio que navegava para o Rio de Janeiro. Como Herbie começou a bagunçar no navio, acabou sendo jogado em alto mar, mas foi recuperado pelo menino mais tarde. Desta vez, o menino irá se unir a Pete, DJ e também às turistas Tia Louise e sobrinha, além do obsessivo capitão do navio, com objetivo de deter os ladrões. E Herbie mostrará toda a sua versatilidade, participando de uma tourada, destruindo um avião e atacando os bandidos com bananas.